# Сутьеска (фильм)
«Сутьеска» или «Пятое наступление» (сербохорв. Sutjeska) — кинофильм режиссёра Стипе Делича, вышедший на экраны в 1973 году. Фильм рассказывает об одном из важнейших эпизодов на Югославском фронте Второй мировой войны — битве на Сутьеске.

## Сюжет
Для того, чтобы окружить и разгромить партизанскую армию под командованием Иосипа Броз Тито, немецкое военное руководство в мае—июне 1943 года провело операцию «Шварц». Соотношение сил было примерно 6:1 в пользу оккупантов. Жизненно важным для партизан стал прорыв сквозь окружение в направлении Боснии. Решающее сражение состоялось на реке Сутьеске.

## В ролях
- Ричард Бёртон — Иосип Броз Тито
- Люба Тадич — Сава Ковачевич
- Велимир Живоинович — Никола
- Любиша Самарджич — Станойло
- Миролюб Лешо — Боро
- Ирен Папас — мать Боры
- Милена Дравич — Вера
- Милан Пузич — работник штаба
- Борис Дворник — Далматинец
- Столе Аранджелович — Поп
- Релья Басич — капитан Стюарт
- Петар Баничевич — капитан Уильям Дикин
- Гюнтер Майснер — немецкий генерал
- Абдуррахман Шала
- Антон Диффринг — генералоберст Александер Лёр

## Награды
- Фильм был участником конкурсной программы Московского кинофестиваля 1973 года и получил Специальный приз.
- Фильм получил три национальных приза Golden Arena кинофестиваля в Пуле — за лучший фильм (Стипе Делич), лучший сценарий (Бранимир Щепанович) и лучшему актёру (Любиша Самарджич), а также приз Bronze Arena за режиссуру (Стипе Делич).